# Andrés Villarreal
Andrés Isaac Villarreal Tudon (22 ottobre 1996) è un tuffatore messicano.

## Biografia
Ha rappresentato la nazionale del suo Paese ai campionati mondiali di nuoto di Budapest 2017, gareggiando nel concorso della piattaforma 10 metri. Nel turno preliminare ha ottenuto la qualificazione per la semifinale con il tredicesimo posto. È stato eliminato in semifinale, dopo due gravi errori nel terzo e nell'ultimo tuffo, ed ha chiuso la competizione al sedicesimo posto.
Ha partecipato all'Universiade di Napoli 2019, dove ha vinto la medaglia d'argento  nella piattaforma 10 metri sincro maschile, in coppia con José Balleza Isaias, terminando la gara alle spalle dei cinesi Cao Lizhi e Huang Zigan.
Ha rappresentato il Messico ai Giochi olimpici estivi di Tokyo 2020, dove si è classificato dodicesimo nella piattaforma 10 metri.

## Palmarès
- Universiadi

Napoli 2019: argento nella sincro10 m;
- Giochi centramericani e caraibici

Barranquilla 2018: oro nel sincro 10 m; argento nella piattaforma 10 m;